# 宮底高度

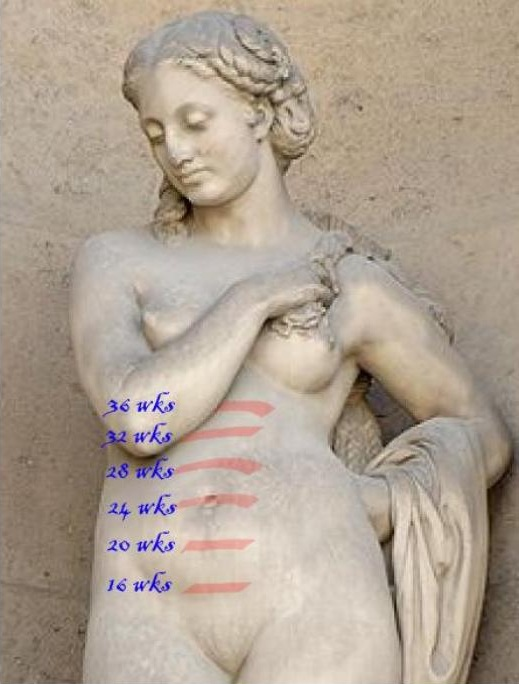
懷孕不同週數時的宮底高度示意圖

宮底高度（Fundal height）也稱為恥骨聯合-宮底高度（symphysial fundal height，也稱為SFH），也稱為宮頂高度或宮高，是妊娠中量測子宫大小的方式，可以在懷孕中評估胎兒成長及其發育情形。測量方式是從孕婦的子宮最上方（子宮底）量測到恥骨聯合的上方。宮底高度若用公分表示時，針對16至36周胎兒，其宮底高度大約可以對應懷孕週數。若沒有卷尺時，可以用手指寬度來估算公分。不過宮底高度受體型的影響很大。在實際產檢中，自從懷孕20週起，標準作法是在每次產檢記錄可觸及的子宮頂部到恥骨聯合的上緣。
大部份的產檢醫師會在每次產檢時記錄宮底高度。根據宮底高度可以判斷胎兒是否正常成長，也可以確認羊水發育情形。
孕齡的資訊會影響宮底高度的量測。

## 宮底高度
| 孕齡     | 宮頂位置               |
| -------- | ---------------------- |
| 12至14週 | 恥骨聯合               |
| 20至22週 | 肚脐                   |
| 36至40週 | 胸骨的劍突             |
| 37至40週 | 宮底高度約在36至32公分 |

## 簡易量測
若有以下的情形，會進行宮底高度的簡易量測：
- 胎兒下降到骨盆，多半出現在分娩前的二至四週
- 發現依最後一次月經的預產期預估錯誤
- 胎兒健康但體型偏小
- 羊水過少（英语：Oligohydramnios）
- 胎兒非縱位
- 胎兒小於妊娠年齡或是宫内生长受限

## 詳細量測
若有以下的情形，會進行宮底高度的詳細量測：
- 雙胞胎或是多胞胎
- 受孕時間估測錯誤
- 胎兒健康但體型偏大
- 因妊娠糖尿病造成胎兒偏大
- 羊水过多
- 胎兒大於妊娠年齡（英语：Large for gestational age）
- 葡萄胎
- 臀位分娩

在懷孕末期，因為胎兒會下降到骨盆，依宮底高度和孕齡之間的關係會比較不準。